# Slaget vid Wavre
Slaget vid Wavre ägde rum den 18 och 19 juni 1815 i Nederländerna (nuvarande Belgien). Fransmännen var i numerärt överläge och besegrade preussiska trupper. Men segern blev meningslös eftersom drabbningen medförde att franska trupper inte kunde delta vid slaget vid Waterloo, som ägde rum samtidigt några kilometer västerut.